# オマロサ・マニゴールト
オマロサ・マニゴールト (Omarosa, 出生名：Omarose Onee Manigault, 1974年2月5日生) は、アメリカのリアリティゲーム番組、リアリティ番組のパーソナリティである 。もともとは、ドナルド・トランプの元祖アプレンティスの初回シーズンの出場者だった。のちに、同番組のTVシリーズの続編セレブリティ・アプレンティスおよび All-Stars に復帰した。TV Guide の"The 60 Nastiest Villains of All Time"（史上最も恐ろしい悪役60人）の2013年度版に選ばれた。ハワード大学ビジネススクールにてExecutive Education プログラムおよびExecutive MBA プログラムにて教鞭を取るかたわら、ドナルド・トランプ大統領選出馬キャンペーン（英語版）の代理人を務め、のちにトランプ政権のスタッフ（大統領の補佐官、大統領補佐官と訳される）となったが、政権発足から1年の2018年1月でその職を去る。

## 子供時代
オマロサは、オハイオ州ヤングスタウンに生まれた。父親はジャック・トーマス・マニゴールト、母親はテレサ・マリー・マニゴールト（旧姓：ウォーカー）。父親は、ナイジェリア、デルタ州のイソコ民族の末裔だった。オマロサには兄が二人と、姉が一人いた。一人目の兄、ジャック・トーマス・マニゴールト・ジュニアは2011年に殺害されている。もう一人は異父兄である。姉の名前はグレディ・ルイーズ・マニゴールト。オマロサは、ヤングスタウンにあるレイエン高校（英語版）を卒業した後、1996年、オハイオ州ウィルバーフォースのセントラル州立大学で放送ジャーナリズム学科の学士を取得。その後、ワシントンに移り、コミュニケーション学科での修士および博士を取得するため、ハワード大学に入学した。オマロサの父は、オマロサが7歳のときに殺害されている。

## 経歴
オマロサは、クリントン政権時代に、後の副大統領となるアル・ゴアのオフィスにスケジュール担当として勤務した。後日オマロサは、大統領人事局の副参事の肩書きを得るために、この役割を不当に誇張している。People の記事によれば、オマロサは規律を乱す行動のために異動させられた。
2009年8月、オマロサは牧会学博士を取得するため、オハイオ州のユナイテッド神学校に入学した。2011年2月にカリフォルニア州ロサンゼルスにあるWeller Street Missionary Baptist Churchにて牧師の資格を取得し、 2012年2月27日に正式に叙任された。同月、ペイン神学校にて学位を修了した。

### 芸能キャリア
オマロサが最初に人々の注目を集めたのは、実業界の大物であるドナルド・トランプが主役のNBCのテレビ番組アプレンティスに参加者として登場した2004年のことだった。オマロサのアプレンティス での（特にボードルームでの）ゲーム戦略は、好戦的で、不意打ちを好み、人を不快にさせる辛らつなものであったため、すぐに"woman America loved to hate"（アメリカが好き好んで蛇蝎のごとく嫌う女）と呼ばれるようになり 、 E! によって、リアリティー番組のNo.1 Bad Girlと名づけられた。オマロサ自身は"悪役"のレッテルには同意しておらず、むしろ自身を"切れ者のビジネスウーマン"だと考えており、男性の悪役キャラは決まって強そうに見られるが、女性の場合は否定的に捉えられる、と述べている。 また、TV番組のプロデューサーが彼女が悪役に見えるように映像を操作している、と主張している。
アプレンティス の第1シーズンへの参加後は、VH1のThe Surreal Lifeの第5シーズンや、NBCのFear Factor （ファイナルステージの第4会場で登場） 、Oxygen's prank show のGirls Behaving Badlyなどをはじめ、20以上のリアリティTV番組に出演している。また、複数のトークショーにもゲストで出演しており、オプラ・ウィンフリー・ショーでの様子は物議を醸した。ウィンフリー・ショーでは、同じ アプレンティス の参加者であるエリカ・ヴェトリーニに対し、オマロサを"n-word"(黒人の蔑称である"ニガー"の婉曲的表現）と呼んだ、と糾弾したが、ヴェトリーニはこれを否定している。この出演の後すぐに、オマロサはポリグラフ検査を受けることを拒否したと伝えられ、ジミー・キンメル・ライブ!への予定されていた出演が中止された。
2008年の1月には、アプレンティスの続編であるセレブリティ・アプレンティスの第1シーズンに招かれ、元アプレンティス参加者として唯一復帰を果たした参加者となった。セレブリティ・アプレンティスではすぐにピアーズ・モーガンとの確執を起こし、チームのプロジェクトマネージャーを務めたものの最終的には第10エピソードの際に脱落させられた。モーガンの率いるチームに対するアートワークの販売チャレンジにて、トランプは"アプレンティス史上最大の虐殺だ"とコメントした。オマロサは合計 $49,000 のチャリティーを売り上げた。
2010年6月、オマロサとドナルド・トランプは再び協力し、The Ultimate Merger という新たなデート番組を立ち上げた。これにはR&Bの歌手であり、プロデューサーでもあるAL B.シュア!が参加者の一人として参加している。 この番組はTV Oneで放映された。

## セレブリティ・アプレンティス: All Stars
2013年の2月、オマロサはトランプの番組セレブリティ・アプレンティス : All-Stars へ出演し、TV界に復帰した。オマロサはすばやくチームをまとめ上げてユニバーサル・オーランドにフォト・ブースを設置するなどの仕事を成し遂げ、早々に勝利を収めた。後日談の中で、ラッパーのLil Jonに率いられていたオマロサとデニス・ロッドマンのチームが負け、二人がボードルームに戻ってきた際、ロッドマンが急にオマロサに噛み付いた。この口論がヒートアップして、トランプがオマロサを解雇するきっかけになった。

### その後のインタビュー
レイト・ナイト・ウィズ・ジミー・ファロンで、ジミー・ファロンはオマロサに、ピアーズ・モーガンが審査員のように振舞ったことで、番組がオマロサを陥れたと感じたかどうかを質問した。オマロサは、"他の参加者同様、ピアーズとも競い合っていたつもりだった"と答え、モーガンの番組が1年間中止になれば"最高のリベンジ"になると述べた。

### ラトーヤ・ジャクソンとの訴訟
セレブリティ・アプレンティス : All-Stars への出演を終えた後、オマロサはラトーヤ・ジャクソンに対する訴訟の準備を進めていることを発表した。オマロサの婚約者であったマイケル・クラーク・ダンカンはオマロサによって殺害されたというような発言を、ラトーヤがセレブリティ・アプレンティスの懺悔室や、その後のメディアインタビュー内で行ったというのが原因だった。 ジャクソンに対する訴訟について、オマロサは「長い間リアリティ番組に出てきたけれど、こんなに腹の立つ卑劣な発言は聞いたことがない。リアリティ番組の中でも最も不快なコメントとして記憶に残るだろう。しかし私には、すべてを任せられる優秀な弁護士チームがいるので、ジャクソンをうまくどうにかしてくれるだろう」と述べている。ちなみにこの事件はセレブリティ・アプレンティス : All-Starsのライブフィナーレエピソードの最中に起こった。しかしながら結局、訴訟を起こすことはなかった。

## 私生活
オマロサは2000年に、アーロン・ストールワースと結婚し、姓をマニゴールト・ストールワースに変えた。二人は2005年に別居し、その後離婚、姓を元に戻したが、結局はファーストネームをmononym（単名）のように使用している。
2013年の4月、オプラ・ウィンフリーのOWN networkの番組内のコーナー"Where Are They Now"（彼らはいまどこに？）の中で、オマロサはバプティスト派の牧師になっていたことを明かし、西アフリカへ旅行した際に、孤児院でエイズのために死を待つ少女と二人きりになったことがきっかけだったと話した。オマロサは次のように述べている。「今にも死にゆくその子の顔を、瞳を、見つめているちょうどその時、私は神様からのお召しを受けたの。アメリカに戻ったら私はリアリティ番組への出演を全部延期したわ。何もかも延期して、神学校に戻ったの」。そしてこう付け加えた。「私は何年もの間リアリティ番組をやってきたから、今さら牧師になる資格なんてないだろうって感じてる人もいるでしょうね。私もよくわからない。でもね、批判ばかりしてる人たちに言いたい。あなたたちは神様の力をわかっていない。神様は人生を変える力を持っているんだから」。

### パートナーとの死別

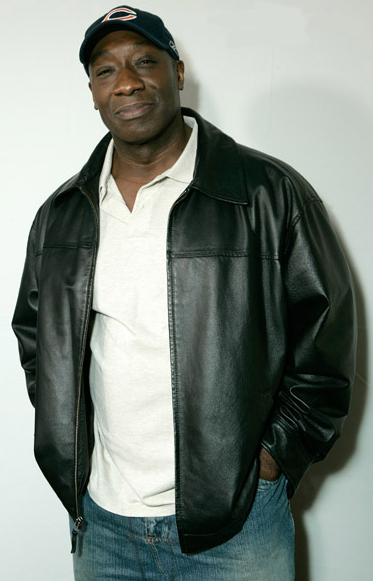
パートナーのマイケル・クラーク・ダンカン

2010年8月13日、オマロサはホールフーズ・マーケットの青果コーナーで出会った俳優マイケル・クラーク・ダンカンと交際していることを認めた。2012年7月、ダンカンが心筋梗塞を起こしていることに気づいたオマロサは心肺蘇生法を試みたが、この時ダンカンがオマロサの心肺蘇生や、EMSによって意識を取り戻したかどうかはわかっていない。ダンカンは心筋梗塞から完全に回復することはなく、入院して2ヵ月後の2013年9月3日に死去した。
2013年4月2日、オマロサは"Where Are They Now"のコーナーで、ダンカンが心筋梗塞になった夜のことについて語った。普段からダンカンの方が先にベッドに入っていたというが、そんなある夜のこと、オマロサはダンカンの苦しそうな呼吸の音に気づいたという。「それから何も聞こえなくなったの」とオマロサは回想する。ダンカンが呼吸をしていないことに気づいて、オマロサはすぐ「心臓マッサージをして、救急車を呼んだわ」と述べている。 そして、そのような恐ろしい混沌とした状況の中でも、オマロサは神に助けを求めた。「とにかく祈ったわ。これまでにないくらい祈ったの」と述べた。パラメディックがダンカンの心臓を蘇生させ、病院へ救急搬送した。「彼は闘った。2ヶ月闘ったけど、でも帰らぬ人となってしまった」と彼女は語った。